# ČSD M 275.1
Az ČSD M 275.1 sorozat egy (1B) 2' tengelyelrendezésű dízel-mechanikus vontató motorkocsitípus volt a Csehszlovák Államvasutaknál. A motorkocsik a Hargita motorvonatok hajtási és erőátviteli rendszerével épültek. A Ganz Vagon- és Gépgyár 20 db-ot épített a ČSD részére. A típus a ČSD-nél a Rónai-féle csúszótámos hajtott forgóvázak kisiklási hajlama miatt nem vált be, ezért azokat 1968-ig selejtezték. 